# Murder Most Foul
«Murder Most Foul» (с англ. — «Самое подлое убийство») — песня американского автора-исполнителя Боба Дилана, выпущенная в цифровом формате 27 марта 2020. Песня посвящена убийству Джона Ф. Кеннеди в контексте американской политической и культурной истории. Стала первой композицией музыканта добравшейся до 1-го места чарта Billboard, за его почти 60-летнюю карьеру.
В заявлении музыканта, опубликованном вместе с песней, Дилан подчеркнул, что «Murder Most Foul» является подарком его поклонникам за их поддержку и преданность на протяжении многих лет.
Название композиции является фразой из «Гамлета», которую произносит отец главного героя в виде призрака рассказывая сыну, что он пал жертвой подлого, «самого подлого убийства» («убийства из убийств» в перевода Бориса Пастернака).

## История создания
Песня была выпущена без предварительного анонса 27 марта 2020 года на официальном YouTube-канале Дилана. Она стала первой оригинальной записью музыканта с 2012 года. Длина «Murder Most Foul» составляет 16 минут 56 секунд, что делает её самой длинной композицией в репертуаре музыканта, сместив на второе место «Highlands», которая длится 16 минут 31 секунду.
Лорен Онки из Национально общественного радио США описала песню, как «неторопливо разворачивающуюся [историю] на фоне […] скрипки, фортепиано и приглушённой перкуссии. Вокал Дилана богат и выразителен, так как варьируется между описанием убийства, формированием контркультуры, упоминанием известных музыкантов, цитат из фильмов и другими ссылками на поп-культуру» подчёркивая, что она демонстрирует «Дилана в его самой язвительной и колкой» форме. Публицистка пришла к выводу, что «„Murder Most Foul“ достойна неоднократного прослушивания и займёт разум любого диланомана, отсиживающегося дома». Радиоведущие Энн Пауэрс и Боб Бойлен проанализировали её содержание и нашли в ней отсылки к более чем 70 песням.
Журналист газеты The Guardian Бен Бомонт-Томас отмечал, что песня описывает убийство Кеннеди в «не церемонясь в выражениях, сравнивая президента с жертвенным агнцем, которого ведут на бойню … „они оторвали ему голову, когда он ещё был в машине / застрелили как собаку средь бела дня“». Дилан создал «эпический портрет упадка Америки, начавшегося после этих событий» — продолжал публицист, спастись от которого можно было в поп-музыке, ссылаясь в тексте своей песни на The Beatles, Вудстокский и Альтамонтский фестивали, рок-оперу Tommy группы The Who, Чарли Паркера, Гитару Слима, Дона Хенли, Глена Фрая, Уоррена Зевона, Стиви Никс и многих других.
В своей рецензии для NBC News Джефф Слейт подчёркивал, что: «Песня практически лишена мелодии, в отличие от всего, что Дилан выпускал ранее. По сути музыкант занимается декламацией текста, потоком сознания, поверх скупого аккомпанемента фортепиано, скрипки и лёгкой перкуссии». Заместитель музыкального редактора Rolling Stone Саймон Возник-Левинсон высоко оценил релиз, заявив, что песня « действительно о том, как музыка может утешить нас во времена национальных потрясений. […] Для тех из нас, кто часто обращается к дискографии Дилана именно с этой целью, песня „Murder Most Foul“ была выпущена как нельзя кстати». В небольшой рецензии для A. V. Club, Джесси Хассенджер похвалил сочетание грубого вокала музыканта с запоминающейся инструментальной частью.

## Чарты
| Чарт (2020)                                  | Высшая позиция |
| -------------------------------------------- | -------------- |
| Шотландия (OCC Scotland)                     | 7              |
| Великобритания (OCC UK Singles Downloads)    | 6              |
| США (Billboard Digital Song Sales)           | 8              |
| США (Billboard Hot Rock & Alternative Songs) | 5              |
| США, Rock Digital Song Sales (Billboard)     | 1              |